# Sabinas Hidalgo
Sabinas Hidalgo es una localidad del estado mexicano de Nuevo León. Es cabecera del municipio de Sabinas Hidalgo.

## Demografía
| Censo | Población |
| ----- | --------- |
| 1900  | 4 089     |
| 1910  | 5 173     |
| 1921  | 4 762     |
| 1930  | 5 828     |
| 1940  | 6 912     |
| 1950  | 8 631     |
| 1960  | 11 592    |
| 1970  | 17 439    |
| 1980  | 23 187    |
| 1990  | 26 123    |
| 1995  | 29 988    |
| 2000  | 30 910    |
| 2005  | 30 998    |
| 2010  | 33 068    |
| 2020  | 33 522    |